# Конково
Ко́нково (рос. Конково) — присілок у складі Великоустюзького району Вологодської області, Росія. Входить до складу Зарічного сільського поселення.

## Населення
Населення — 10 осіб (2010; 21 у 2002).
Національний склад (станом на 2002 рік):
- росіяни — 100 %